# Atomka
Atomka ou Atom[ka] est un roman policier écrit par Franck Thilliez et paru en 2012 aux éditions Fleuve noir.

## Présentation
Épigraphes
Le livre débute par une citation de Jules Renard, « Pourquoi serait-il plus difficile de mourir, c'est-à-dire de passer de la vie à la mort, que de naître, c'est-à-dire de passer de la mort à la vie ? ».

### Début de l'intrigue
Un journaliste est retrouvé mort alors qu'il enquêtait sur des meurtres datant de plusieurs années et que la police n'avait pas reliés entre eux. Un enfant apparemment étranger est retrouvé en piteux état, un étrange tatouage sur le torse et portant un message d'une journaliste demeurée introuvable. Un incendie dans un monastère reclus. Le point commun entre ces affaires : un secret autour de l'hypothermie et des tentatives pour braver la mort.
Sharko et Henebelle enquêtent, de Paris à Grenoble, sur une base militaire aux États-Unis et même du côté de Tchernobyl. Entre leur désir contrarié d'avoir un enfant et les affres de leur enquête, ils vont devoir en plus affronter un tueur qui prend un malin plaisir à torturer mentalement Sharko en copiant le meurtrier de sa femme Suzanne...
Un roman qui fait directement écho aux précédentes aventures du duo.

### Personnages principaux
Pour son onzième roman, l'auteur réunit à nouveau ses deux personnages récurrents, dont c'est la cinquième apparition respective :
- Lucie Henebelle, après La Chambre des morts, La Mémoire fantôme, Le Syndrome E et Gataca,
- Franck Sharko, après Train d'enfer pour Ange rouge, Deuils de miel, Le Syndrome E et Gataca.

## Éditions
Édition imprimée originale
- Franck Thilliez, Atomka, Paris, Fleuve noir, 11 octobre 2012, 597 p. (ISBN 978-2-265-09356-0, BNF 42783422)
- Franck Thilliez, Atomka, Paris, Pocket, coll. « Thriller » (no 15607), octobre 2013, 605 p. (ISBN 978-2-266-23945-5, BNF 43685705)

Livre audio
- Franck Thilliez (auteur) et Michel Raimbault (narrateur), Atomka, Paris, Audiolib, 5 décembre 2012 (ISBN 978-2-35641-509-7, BNF 43500632)Support : 2 disques compacts audio MP3 ; durée : 18 h 7 min environ ; référence éditeur : non connue.